# Amma (jednostka)
Amma (אמה; łokieć stary) – starożytna hebrajska miara długości wynosząca około 44 cm.